# Contratto di spedizione
Il contratto di spedizione è un mandato col quale lo spedizioniere assume l'obbligo di concludere, in nome proprio e per conto del mandante, un contratto di trasporto e di compiere le operazioni accessorie.
Nel caso di un trasferimento di merci tra stati spesso l'esportatore (e/o l'importatore) non è interessato ad avere vari interlocutori per tutti gli aspetti del trasporto, dalle operazioni doganali, al reperimento del mezzo di trasporto più idoneo e a tutte le altre operazioni annesse; in questo caso preferisce sottoscrivere un contratto di spedizione con un soggetto specializzato, lo spedizioniere, che si prende l'incarico di trasferire le merci alla destinazione finale dietro un compenso e a prendersi carico di tutte le problematiche inerenti a questa operazione.
La differenza tra il contratto di trasporto e quello di spedizione è che in quello di trasporto il vettore si obbliga ad eseguire il trasporto con i propri mezzi (o anche a mezzo di altri vettori) e assume in proprio i rischi dell'esecuzione; in quello di spedizione lo spedizioniere si obbliga a concludere con altri soggetti, in nome proprio ma per conto di altri, il contratto di trasporto.
Il contratto così sottoscritto è regolato da apposite condizioni, usualmente depositate presso le camere di commercio e può legalmente essere sciolto anche anticipatamente purché alla figura professionale venga riconosciuto un compenso adeguato per l'attività prestata e il rimborso delle spese sostenute (articolo 1738 codice civile).
I termini di resa del contratto, cioè la specificazione sugli addebiti dei costi che lo spedizioniere deve suddividere tra le parti in causa, sono definite in sede internazionale dall'incoterms mentre, nel campo dei Trasporto nazionale su gomma, vengono sovente utilizzati i termini di Porto franco e Porto assegnato.